# Tipula hortorum
Tipula hortorum är en tvåvingeart som beskrevs av Carl von Linné 1758. Tipula hortorum ingår i släktet Tipula och familjen storharkrankar. Arten är reproducerande i Sverige. Inga underarter finns listade i Catalogue of Life.

## Bildgalleri

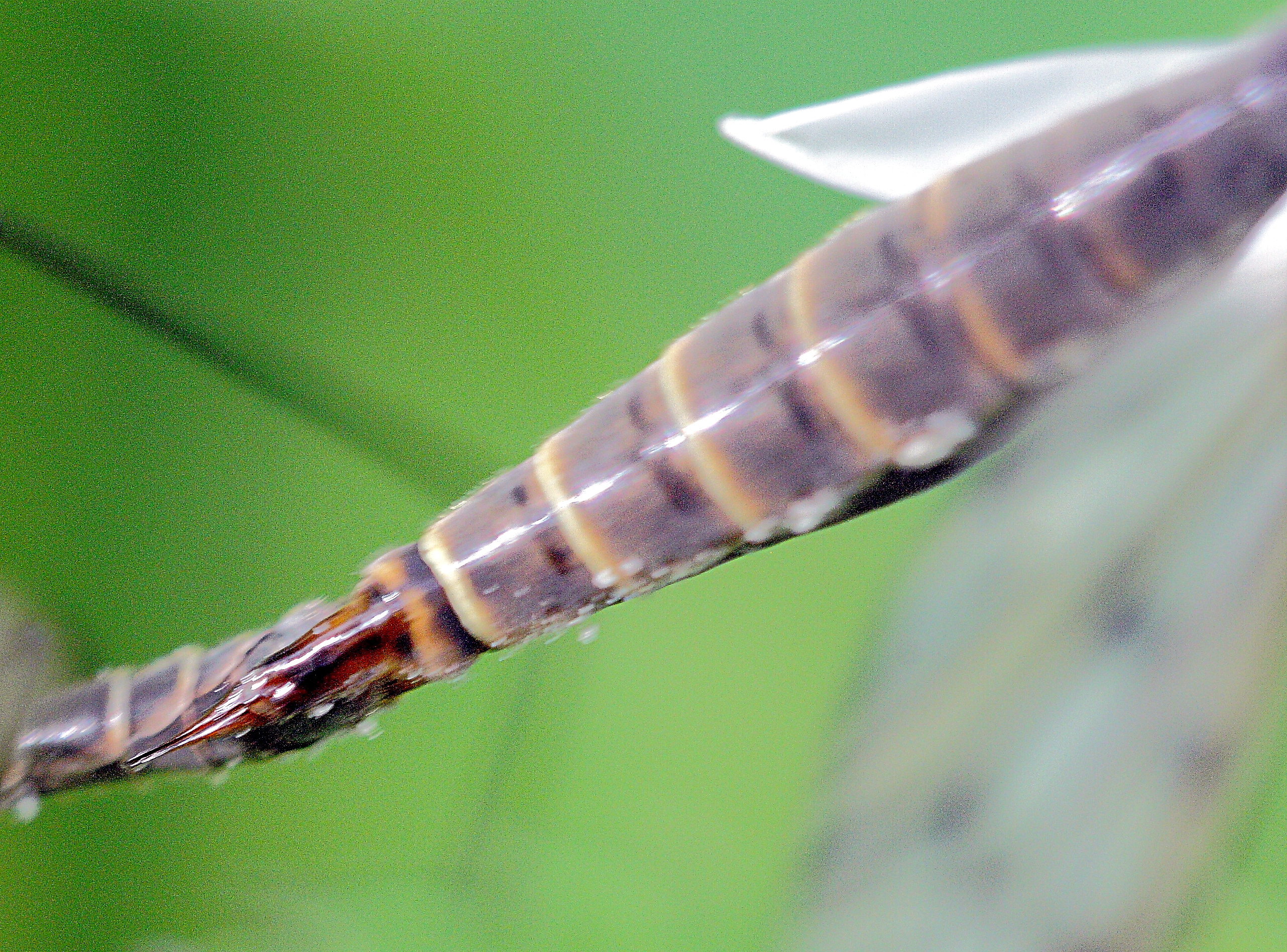
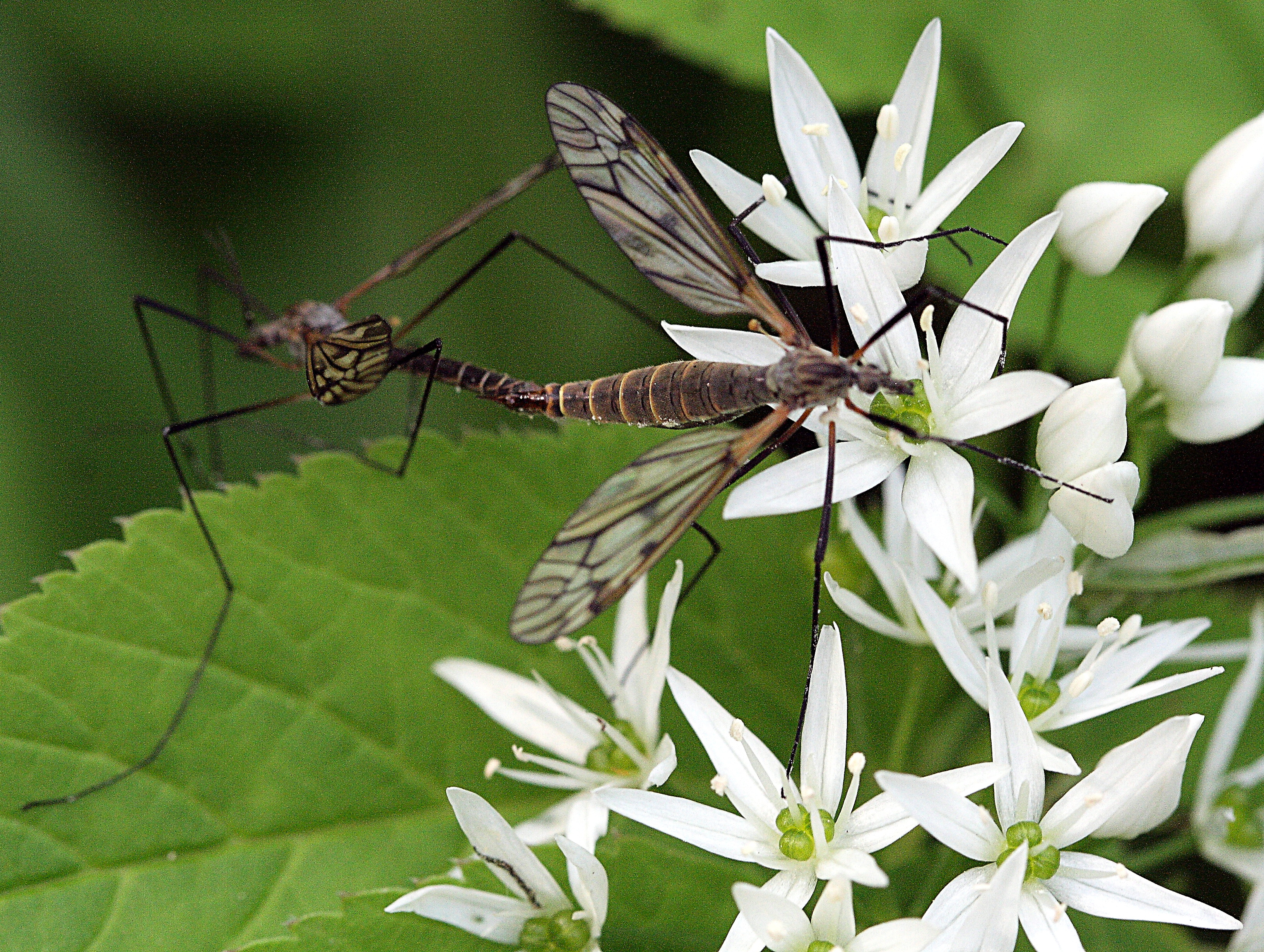
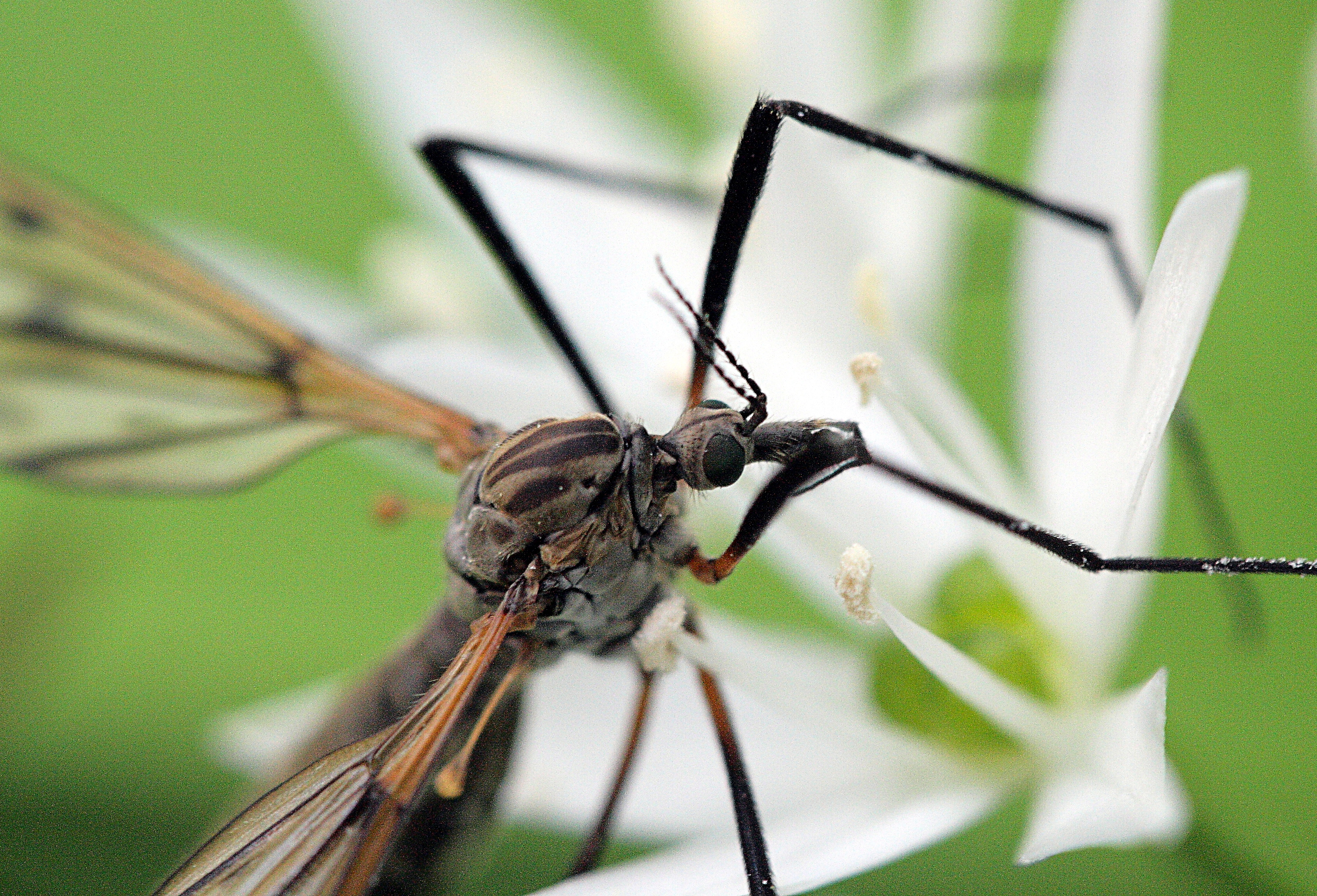
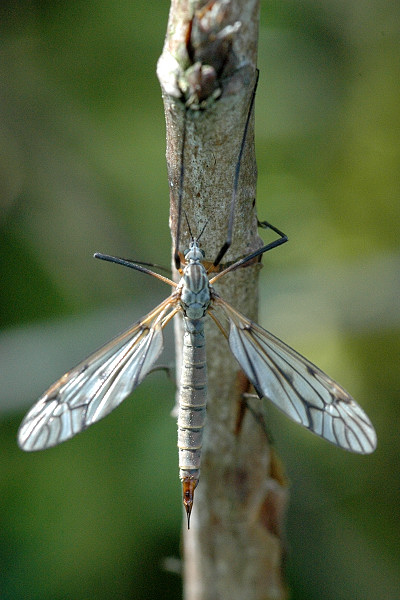
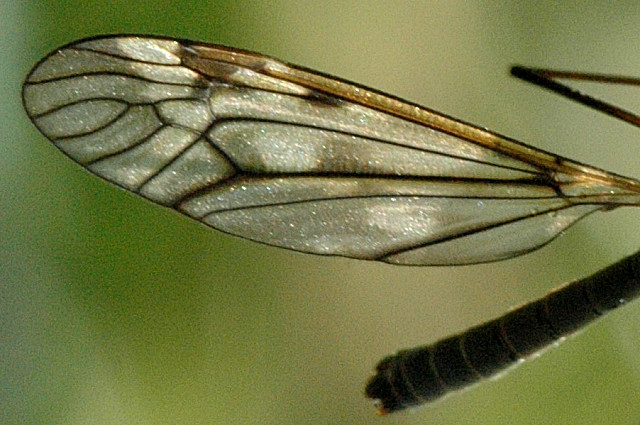